# San Antonio Ocotal
San Antonio Ocotal är en ort i Mexiko.   Den ligger i kommunen Chicomuselo och delstaten Chiapas, i den sydöstra delen av landet, 800 km sydost om huvudstaden Mexico City. San Antonio Ocotal ligger 634 meter över havet och antalet invånare är 321.
Terrängen runt San Antonio Ocotal är kuperad åt nordost, men åt sydväst är den bergig. Runt San Antonio Ocotal är det ganska glesbefolkat, med 42 invånare per kvadratkilometer. Närmaste större samhälle är Chicomuselo, 12,3 km öster om San Antonio Ocotal. I omgivningarna runt San Antonio Ocotal växer huvudsakligen savannskog.